# تشابيكو
تشابيكو هي بلدية في البرازيل، تتبع سانتا كاتارينا، بلغ عدد سكانها 183٬530  نسمة، في 2010، تبلغ مساحتها 626٫060 كيلومتر مربع، رمزها البريدي هو 90000-000.

## الموقع
تشترك في الحدود مع:
- Paial [الإنجليزية]‏.

## أعلام
- سيسرو مورايس
- هيوران كاوي دالمورو
- رودريغو غرا